# Uppiliapuram
Uppiliapuram es una ciudad y nagar Panchayat situada en el distrito de Tiruchirappalli en el estado de Tamil Nadu (India). Su población es de 7705 habitantes (2011). Se encuentra a 64 km de Tiruchirappalli y 95 km de Erode.

## Demografía
Según el censo de 2011 la población de Uppiliapuram era de 7705 habitantes, de los cuales 3822 eran hombres y 3883 eran mujeres. Uppiliapuram tiene una tasa media de alfabetización del 76,49%, inferior a la media estatal del 80,09%: la alfabetización masculina es del 84,11%, y la alfabetización femenina del 69,09%.